# Jardinella jesswiseae
Jardinella jesswiseae é uma espécie de gastrópode  da família Hydrobiidae.
É endémica da Austrália.